# 미야모토 유타
미야모토 유타(일본어: 宮本 優太, 1999년 12월 15일~)는 일본의 축구 선수이다.

## 구단 경력
그는 2022년 J1리그의 우라와 레즈에 입단했다. 2023년 1월부터 6월까지 KMSK 데인저에서 뛰었다. 2024년 교토 상가 FC로 이적했다.